# Ådalen 31
Ådalen 31 is een Zweedse dramafilm uit 1969 onder regie van Bo Widerberg.

## Verhaal
Bij een staking in het Zweedse Ådalen in 1931 sterven vijf arbeiders, wanneer soldaten het vuur openen tijdens een vakbondsdemonstratie.

## Rolverdeling
| Acteur           | Personage        |
| ---------------- | ---------------- |
| Peter Schildt    | Kjell Andersson  |
| Kerstin Tidelius | Karin Andersson  |
| Roland Hedlund   | Harald Andersson |
| Marie De Geer    | Anna Björklund   |
| Anita Björk      | Hedvig Björklund |
| Olof Bergström   | Olof Björklund   |
| Jonas Bergström  | Nisse            |
| Tommy Malmström  | Jonge communist  |
| Olle Björling    | Stakingsbreker   |
| Pierre Lindstedt | Opziener         |
| Stefan Feierbach | Åke Andersson    |
| Martin Widerberg | Martin Andersson |